# ناحیه ۶، شهرستان بنتون، آرکانزاس
ناحیه ۶، شهرستان بنتون، آرکانزاس (به انگلیسی: Township 6) یک منطقهٔ مسکونی در ایالات متحده آمریکا است که در شهرستان بنتون، آرکانزاس واقع شده‌است. ناحیه ۶ ۱۴٬۰۳۳ نفر جمعیت دارد.